# Muchajjam Chan Junus
Muchajjam Chan Junus (arab. مخيم خان يونس) – obóz uchodźców palestyńskich w Autonomii Palestyńskiej; położony w Strefie Gazy (muhafaza Chan Junus). Według danych szacunkowych na rok 2016 liczył 48 969 mieszkańców.